# Сальково (Калузька область)
Сальково (рос. Сальково) — присілок в Сухиницькому районі Калузької області Російської Федерації.
Населення становить 4 особи. Входить до складу муніципального утворення Присілок Юр'єво.

## Історія
Від 2004 року входить до складу муніципального утворення Присілок Юр'єво

## Населення
| 2002 | 2010 |
| ---- | ---- |
| 7    | ↘4   |